# Arborysta

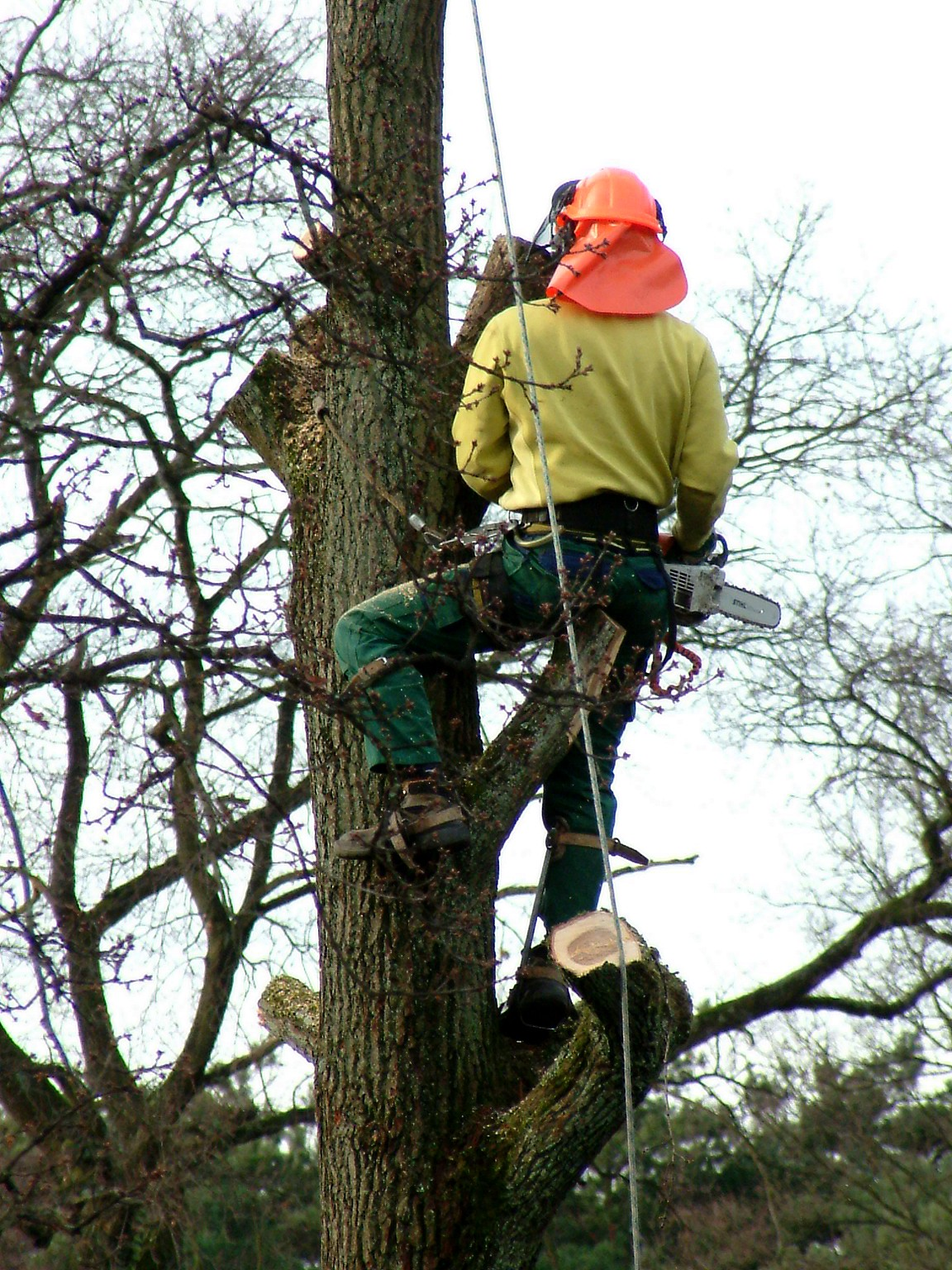
Wycinka sekcyjna drzewa wykonywana przez pilarza linowego.

Arborysta (z łac. arbor – drzewo) – specjalista z zakresu arborystyki, zajmujący się opieką (sadzeniem, przesadzaniem, ochroną, diagnostyką, projektowaniem zabiegów pielęgnacyjnych itd.) nad drzewami, krzewami, pnączami zwykle w krajobrazie kulturowym od momentu posadzenia do naturalnej śmierci lub usunięcia. W odróżnieniu od leśnika zajmuje się pojedynczymi okazami, a nie całym kompleksem leśnym. Celem pracy arborysty jest maksymalizacja trwania okazów wraz z wszelkimi usługami ekosystemowymi, jakie ono świadczy. 
Arborysta współpracuje z innymi specjalistami w zakresie zieleni komponowanej jak: dostawcy materiału sadzeniowego (szkółkarze drzew), projektantami terenów zieleni, robotnikami drzewnymi. 

## Zawody mylone z arborystą
Często błędnie określa się mianem arborystów osoby wykonujące prace na drzewach metodą dostępu linowego – tymczasem nie każda osoba wspinająca się po drzewie przy użyciu liny posiada kwalifikacje arborysty. 
Arboryści są często myleni z dendrologami. Dendrologowie dostarczają wiedzy naukowej o drzewach, natomiast arboryści zajmują się bezpośrednią ochroną konkretnych okazów w terenie. Jedna osoba może łączyć obie profesje. 